# Aoplus groenlandicus
Aoplus groenlandicus là một loài tò vò trong họ Ichneumonidae.